# Huadu

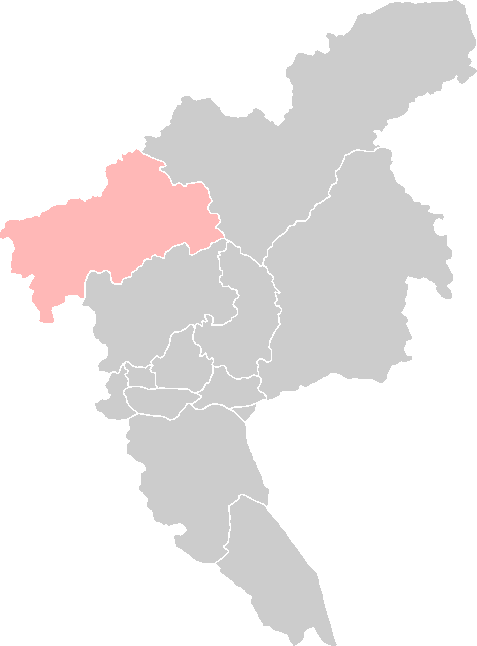
Położenie dzielnicy Huadu

Huadu (chiń. 花都区) – dzielnica Kantonu, w prowincji Guangdong, w Chińskiej Republice Ludowej. Powierzchnia dzielnicy wynosi 961 km² i jest zamieszkana przez 636 706 mieszkańców.